# Аллея Папы Иоанна Павла II (Щецин)
Аллея Папы Иоанна Павла II — проспект в Щецине, расположенный на территории городских округов Центрум и Средместье-Пулноц, в районе Средместье. Проспект имеет длину 1,18 км и проходит с юго-востока на северо-запад, соединяя площадь Польского солдата с улицей Вацлава Фельчака. Это представительный проспект в центре города с доходными домами, внесенными в государственный и в городской реестр исторических памятников. На всем своем протяжении он является частью Золотой пути — туристического маршрута, соединяющего замок Поморских князей с Долиной семи мельниц.

## История

### До Второй мировой войны

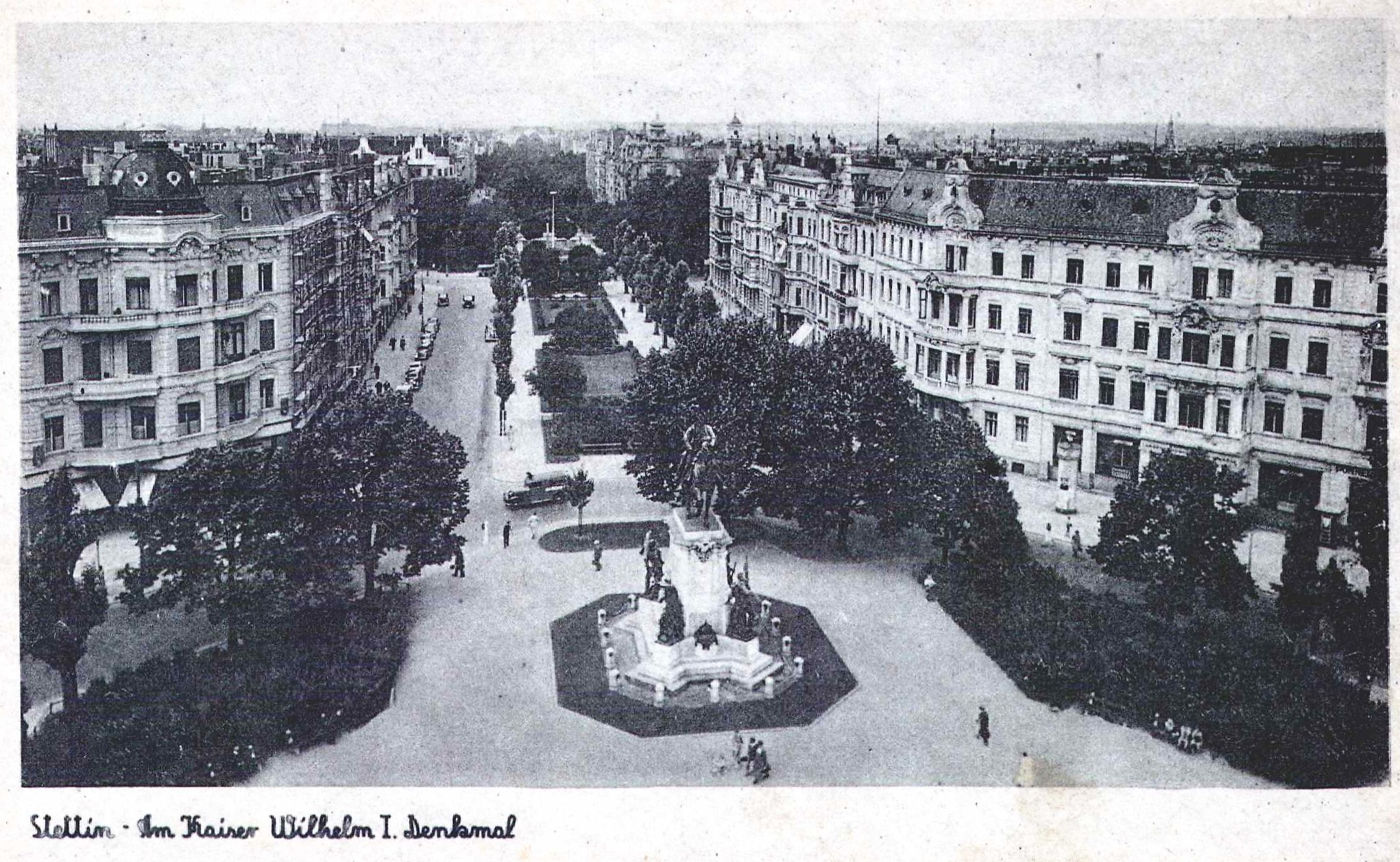
Кайзер-Вильгельм-Штрассе

В 1864 году щецинский градостроитель Хобрехт разработал концепцию развития территории, образовавшейся после ликвидации форта Вильгельм, который находился в районе современной Грюнвальдской площади, а также на землях Фридрихсхофу, расположенного к северу от форта. Хобрехт завершил план в 1874 году. Он разработал планировку многоугольных площадей с радиально расходящимися улицами, самой важной из которых должна была стать улица с рабочим номером 30. Первоначально улица должна была называться «Линденштрассе», по названию аналогичной по расположению и значению улицы в Берлине, но в 1877 году она была переименована в «Кайзер-Вильгельм-Штрассе» в честь императора Вильгельма I Гогенцоллерна. Согласно проекту развития центра города 1880 года, улица должна была начинаться от Кёнигсплац, проходить через Кайзер-Вильгельм-Плац, затем на пересечении с Дойче Штрассе через многоугольный Людвигплац и на Квисторпауэ через К. Плац. Для того чтобы использовать возможность проложить дорогу через ранее незаселенные территории, для неё была зарезервирована широкая зона, что в дальнейшем позволило значительно расширить её, включая создание характерных палисадников в северной части улицы между дорогой и зданиями.
В 1882 году ход улицы был изменен путем её укорачивания и окончательного определения её ширины. Участок к югу от Грюнвальдской площади (тогда Вильгельм-Плац) имел ширину 48 м — улица включала тротуары шириной 4 м, две проезжие части по 10 м каждая и дорожку для верховой езды посередине. Первые этажи домов, построенных вдоль этого участка, использовались под магазины и службы. Участок к северу от площади был ограничен полосой шириной 59 метров, по краям которой располагались палисадники перед доходными домами, выполнявшими здесь почти исключительно жилые функции (магазины и кафе планировались только в угловых зданиях).
В 1886—1888 годах было построено представительное здание гимназии Кёнига-Вильгельма по проекту Рихарда Рённебека (сегодня это ректорат Щецинского университета), а в следующем десятилетии началась застройка прилегающих к улице кварталов многоэтажными доходными домами. Примером дома, построенного в то время, является эклектичный доходный дом № 42 1898 года.
В 1914 году участок № 37 на углу Кайзер-Вильгельм-Штрассе и Пройзише Штрассе был застроен зданием Финансового управления Штеттин—Норд. Строительство вдоль улицы было в основном завершено к 1924 году. Между 1924 и 1927 годами на северном конце улицы в несколько этапов было построено здание по проекту Георга Штайнметца для властей Поморской провинции (сегодняшняя мэрия Щецина).

### Вторая мировая война
Во время интенсивных бомбардировок города улица просуществовала до 1944 года. Первый ущерб был нанесен в результате воздушного налёта, совершенного в ночь с 5 на 6 января того же года. Здания вдоль улицы сильно пострадали — а в её южной части, возле площади Авиаторов, она была почти полностью разрушена во время ковровой бомбардировки в ночь с 16 на 17 августа 1944 года.

### Времена Польской Народной Республики

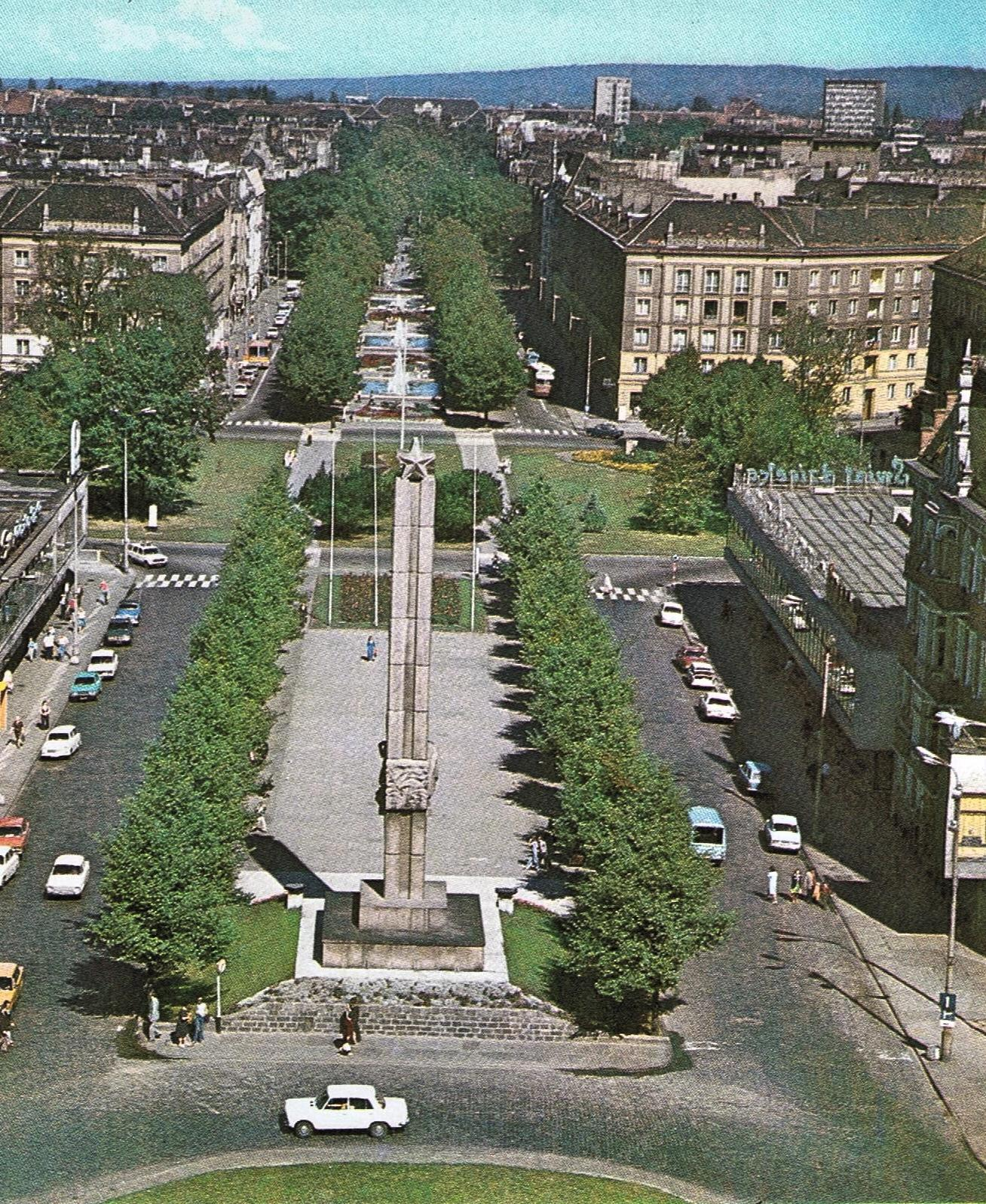
Аллея Национального единства с памятником Благодарности Советской Армии и Внутригородской жилой район

После окончания Второй мировой войны Кайзер-Вильгельм-Штрассе стала одной из первых улиц, заселенных прибывшими в город поляками, и одной из первых улиц, названных по-польски («аллея Национального единства»). 5 июля 1945 года здание бывшего провинциального управления занял первый польский городской совет во главе с мэром Петром Зарембой. 15 июля 1945 года на близлежащей площади «Ясне Блоня» была отслужена месса, после которой участники торжественным маршем прошли по проспекте Национального единства до Грюнвальдской площади.
В 1950 году в конце аллеи, ведущей к площади Польского солдата, был установлен памятник Благодарности Красной армии в виде обелиска, увенчанного пятиконечной звездой. Новые городские власти решили включить часть проспекта в проект «Внутригородского жилого района» по образцу варшавского «Маршалковского жилого района». Команда архитекторов в составе: Генрик Нарды, В. Адамчик и Эмануэль Мацеевский в 1952—1954 годах спроектировали два пятиэтажных дома с покатыми крышами, которые должны были занять место снесенных во время войны доходных домов на участке от Грюнвальдской площади до площади Авиаторов. Строительные работы были завершены в 1958 году. Это были первые жилые здания, построенные в городе после окончания Второй мировой войны.
В 1970-х годах центральная часть проспекта Национального единства от площади Авиаторов до Грюнвальдской площади была перестроена в прогулочную аллею с фонтанами. Прямо перед Грюнвальдской площадью 19 июня 1980 года был установлен памятник моряку работы Рышарда Хахульского.

### После 1989 года

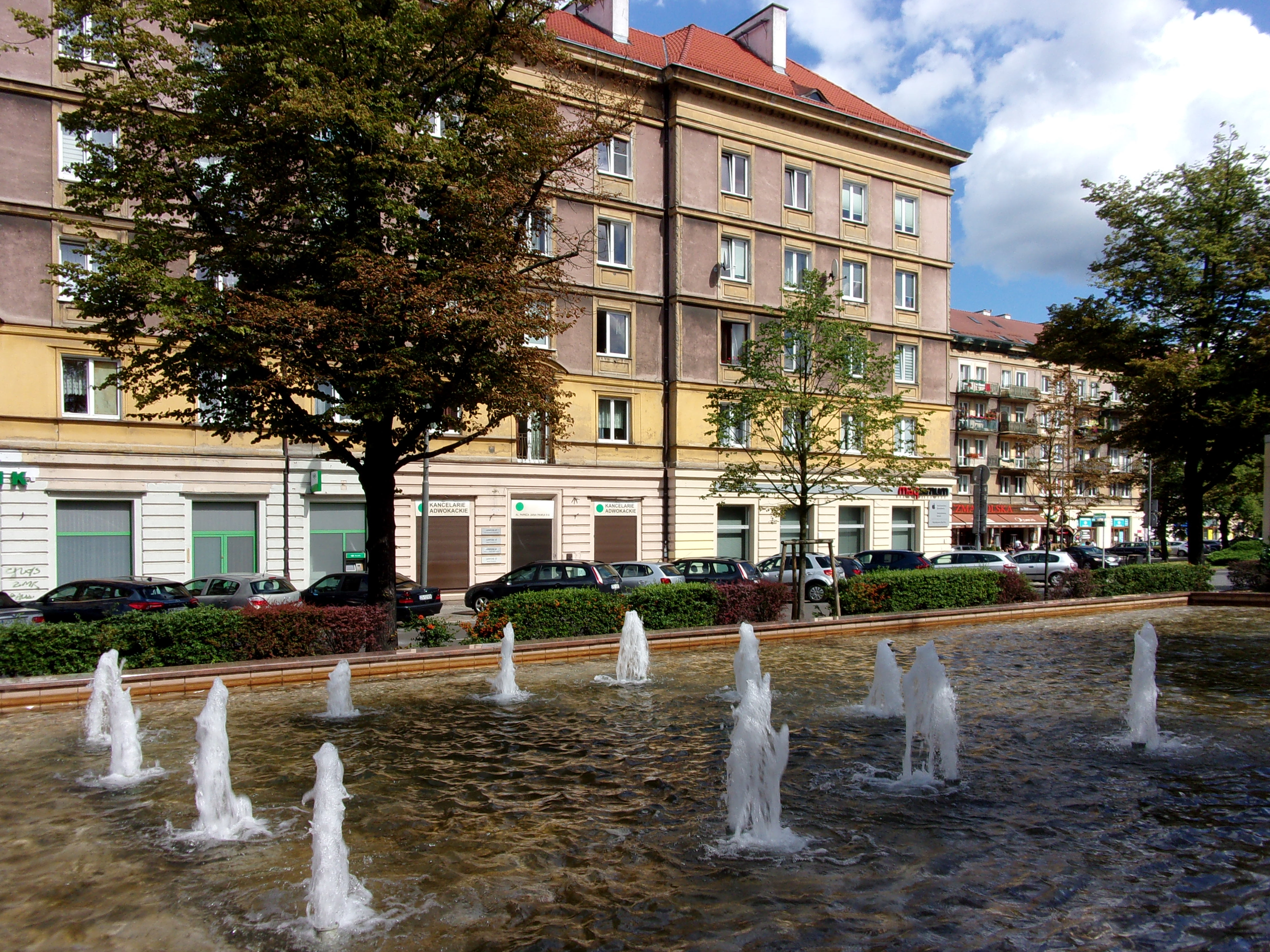
«Аллея Фонтанов», 2021 г.

На основании постановления городского совета Щецина № X/284/07 от 11 июня 2007 года аллея Национального единства была переименована в Папы Иоанна Павла II.
В 2006 году была проведена реконструкция фонтанов на участке под названием Аллея Фонтанов. В 2015 году в рамках программы «Зелёные палисадники Щецина» был восстановлен исторический облик палисадников перед домами № 13, 14, 15 и 17. В 2016 году также были восстановлены палисадники перед доходными домами № 18, 19, 20, 21, 22, 32, 33, 34 и 36.
6 февраля 2020 года был объявлен тендер на выполнение работ по реконструкции участка от Грюнвальдской площади до улицы Вацлава Фельчака. Тендер выиграл консорциум «Roverpol» и «Rover Infraestructuras», который должен был завершить работы к середине октября 2021 года.

## Название
За свою историю улица имела следующие названия:
- Кайзер-Вильгельм-Штрассе — с 1877 по 1945 гг[5],
- Аллея Национального единства — с 1945 по 2007 гг[27],
- Аллея Папы Иоанна Павла II — с 2007 года[27].

## Дорожная система
Улица соединяется со следующими общественными дорогами:
| Ссылка                    | Дорога                                                                                         | Фотография |
| ------------------------- | ---------------------------------------------------------------------------------------------- | ---------- |
| пересечение, начало улицы | площадь Польского солдата - улица Балуки - аллея Освобождения                                  |            |
| пересечение               | площадь Авиаторов - Кашубская улица - Ягеллонская улица - Мазурская улица - Малопольская улица |            |
| пересечение               | Грюнвальдская площадь - улица Пилсудского - улица Силезская - улица Райского                   |            |
| пересечение               | Мазурская улица                                                                                |            |
| пересечение               | Великопольская улица                                                                           |            |
| пересечение               | улица Недзялковского                                                                           |            |
| пересечение, конец улицы  | площадь Национальной армии - улица Фельчака                                                    |            |

Улица расположена на участках общей площадью 36 073 м², а общая протяженность дорог, закреплённых за улицей, составляет 1172 м.
| Дорога                                          | Длина  | Участок | Поверхность | Фотография |
| ----------------------------------------------- | ------ | ------- | ----------- | ---------- |
| дорога от пл. Польского солдата до ул. Фельчака | 99 м   | 11/2    | 4811 м²     |            |
| дорога от пл. Польского солдата до ул. Фельчака | 207 м  | 16/1    | 10 059 м²   |            |
| дорога от пл. Польского солдата до ул. Фельчака | 670 м  | 3       | 13 331 м²   |            |
| дорога от пл. Польского солдата до ул. Фельчака | 196 м  | 20      | 7872 м²     |            |
| дорога от пл. Польского солдата до ул. Фельчака | 1172 м | всего   | 36 073 м²   |            |

## Здания и зелень
Начальный участок проспекта, от площади Польского солдата до площади Авиаторов, почти полностью застроен послевоенными зданиями (три торговых павильона, высотное здание). Между площадью Авиаторов и Грюнвальдской площадью по обеим сторонам улицы расположены здания, состоящие из многоквартирных домов в стиле социалистического реализма, построенных в 1950-х годах, и несколько сохранившихся довоенных доходных домов. Между Грюнвальдской площадью и улицей Мазурской и между улицей Мазурской и улицей Великопольской вдоль проспекта стоят только четырех- и пятиэтажные доходные дома. Следующий, короткий участок от улицы Великопольской до улицы Мечислава Недзялковского имеет несколько иной характер зданий: слева находится пожарный бассейн, а справа — здание ректората Щецинского университета. Последний участок проспекта между улицами Мечиса Недзялковского и Вацлава Фельчака застроен модернистскими доходными домами слева и доходными домами справа. С севера перспективу улицы закрывает здание мэрии Щецина, а с юга — два высотных здания на Польского солдата.
Между площадью Польского солдата и площадью Авиаторов пространство между проезжими частями занимает площадь Павла Адамовича. От площади Авиаторов до площади центральная часть развита в виде променада с гастрономическими павильонами и фонтанами, от чего эта часть проспекта получила название «Аллея Фонтанов». Доминантой этого участка является статуя моряка. От Грюнвальдской площади до улицы Великопольской центральную часть образует пешеходная и велосипедная дорожка. Центральную часть последнего участка проспекта занимали клумбы и памятник грифону, но в связи с реконструкцией фрагмента проспекта его тоже планируется превратить в пешеходный и велосипедный маршрут.

## Охрана и памятники
На улице и в непосредственной близости от нее расположены следующие памятники:
| Объект, местоположение                                                        | Описание, форма охраны                                                          | Фотография        |
| восточная сторона                                                             | восточная сторона                                                               | восточная сторона |
| ----------------------------------------------------------------------------- | ------------------------------------------------------------------------------- | ----------------- |
| доходный дом аллея Иоанна Павла II 2                                          | общинный учет памятников                                                        |                   |
| многоквартирный дом аллея Иоанна Павла II 5-10 Мазурская улица 45-46a         | общинный учет памятников                                                        |                   |
| доходный дом аллея Иоанна Павла II 11                                         | реестр памятников № 814 от 22 октября 1976 года                                 |                   |
| доходный дом аллея Иоанна Павла II 12 Грюнвальдская площадь улица Пилсудского | общинный учет памятников                                                        |                   |
| доходный дом аллея Иоанна Павла II 13 Грюнвальдская площадь                   | общинный учет памятников                                                        |                   |
| доходный дом аллея Иоанна Павла II 15                                         | общинный учет памятников                                                        |                   |
| доходный дом аллея Иоанна Павла II 16 Мазурская улица                         | общинный учет памятников                                                        |                   |
| доходный дом аллея Иоанна Павла II 17 Мазурская улица                         | общинный учет памятников                                                        |                   |
| доходный дом аллея Иоанна Павла II 18 Мазурская улица                         | общинный учет памятников                                                        |                   |
| доходный дом аллея Иоанна Павла II 19                                         | общинный учет памятников                                                        |                   |
| доходный дом аллея Иоанна Павла II 22                                         | общинный учет памятников                                                        |                   |
| здание школы аллея Иоанна Павла II 22a                                        | ректорат Университета Щецина учет памятников № 119 от 18 марта 2003 года        |                   |
| доходный дом аллея Иоанна Павла II 23                                         | общинный учет памятников                                                        |                   |
| доходный дом аллея Иоанна Павла II 27                                         | общинный учет памятников                                                        |                   |
| доходный дом аллея Иоанна Павла II 28                                         | общинный учет памятников                                                        |                   |
| доходный дом аллея Иоанна Павла II 29                                         | общинный учет памятников                                                        |                   |
| западная сторона                                                              |                                                                                 |                   |
| доходный дом аллея Иоанна Павла II 31                                         | общинный учет памятников                                                        |                   |
| доходный дом аллея Иоанна Павла II 35                                         | общинный учет памятников                                                        |                   |
| доходный дом аллея Иоанна Павла II 36                                         | общинный учет памятников                                                        |                   |
| офисное здание аллея Иоанна Павла II 37-37a Мазурская улица                   | Полицейский участок Щецин-Небушево учет памятников № 388 от 15 апреля 2009 года |                   |
| доходный дом аллея Иоанна Павла II 38                                         | общинный учет памятников                                                        |                   |
| доходный дом аллея Иоанна Павла II 41 Грюнвальдская площадь                   | общинный учет памятников                                                        |                   |
| доходный дом аллея Иоанна Павла II 41 Грюнвальдская площадь                   | общинный учет памятников                                                        |                   |
| доходный дом аллея Иоанна Павла II 42 Грюнвальдская площадь                   | учет памятников № 862 от 3 ноября 1976 года                                     |                   |
| интерьер аптеки аллея Иоанна Павла II 42 Грюнвальдская площадь                | учет памятников № 862 от 24 января 1977 года                                    |                   |
| доходный дом аллея Иоанна Павла II 43                                         | общинный учет памятников                                                        |                   |
| доходный дом аллея Иоанна Павла II 45                                         | общинный учет памятников                                                        |                   |
| многоквартирный дом аллея Иоанна Павла II 46-49b                              | общинный учет памятников                                                        |                   |